# Chiesa di San Defendente (Romano di Lombardia)
La chiesa di San Defendente è un luogo di culto cattolico di Romano di Lombardia, in provincia di Bergamo.
Nell'ambito della diocesi di Bergamo, facente parte del vicariato di Ghisalba-Romano. Conserva il dipinto Trinità di Enea Salmeggia, il Trittico del crocifisso di Aurelio Gatti e altre opere di pregio.

## Storia
La volontà di edificare una chiesa nacque dopo la peste del 1424 che aveva imperversato sul territorio di Romano e la comunità, ritenendo di essere stata salvata e protetta da san Defendente protettore degli appestati, decise di edificare una chiesa in suo onore. Per tradizione, si deve alla volontà di un certo Tolotto da Stezzano che era stato guarito dal morbo pestilenziale durante un'apparizione del santo. Si pensò a due località, e inizialmente fu edificata un'edicola votiva al santo dedicata.
Per la sua costruzione della nuova chiesa, pare che furono distrutti gli oratori dedicati a santa Maria Maddalena che era stato edificato per conservarne le reliquie per volontà di Tisbe Martinengo, e della santissima Trinità che erano state portate da Senigallia
(Curto Giovanni Moroni, Morti 1556-1793.)
L'autorizzazione fu rilasciata nel 1490. Un documento cita la chiesa a Romano di Lombardia intitolata a san Defendente il 24 aprile 1498, ma la costruzione ebbe inizio solo nel 1503, in quanto tutti gli sforzi economici cittadini erano indirizzati alla costruzione della chiesa parrocchiale della Madonna Assunta.
L'edificio, nella parte strutturale era terminato nel 1505, per poi avere i lavori un periodo di rilento. Negli atti della visita pastorale di san Carlo Borromeo dell'autunno del 1575, la chiesa viene descritta: […] proxima dictae parochiali intra fines coemiterii, ampla, sed nondum perfecta est, quindi da ultimare, ma con la presenza degli altari dedicati al santo titolare, alla Maddalena e alla santissima Trinità in onore e a testimonianza delle due antiche edicole. I locali poi a fianco del presbiterio furono edificati alla fine del Cinquecento. Durante il XVI e XVII secolo la chiesa fu luogo di riunione del consiglio Generale dei vicini, mentre la piazza era luogo di giochi e d'incontri.
Nel 1621 fu costruito un reliquiario in argento che conservasse le reliquie della Maddalena su commissione di Bernardino Agazzi, ricco mercante, che aveva lo aveva ordinato a Venezia da un importante orafo. L'oggetto presenta lo stemma cittadino e della famiglia Agazzi. Nel 1797 fu fatto costruire sempre dagli Agazzi l'altare dedicato alla Immacolata Concezione dove si conserva l'importante oggetto.
Già nel secolo successivo, nel 1641 l'edificio necessitò di lavori di restauro, così come nel 1797 con lavori di completamento interno che terminaronoo nel 1799.
L'antica chiesa aveva solo due cappelle per lato poco profonde e complete di altari. Solo nel 1577 quando si formarono le confraternite del Santissimo Rosario e della Santissima Trinità, furono edificati gli altari che godevano del loro giuspatronato. Anche il presbiterio era di piccole dimensioni e poco profondo perché l'edificio rischiava di occupare la strada che passava dietro. Per ovviare a questo, fu edificato un nuovo presbiterio, molto profondo, tanto che raggiungeva le mura cittadine, ma sopraelevato da un'imponente gradinata su progetto del romano Giovanni Antonio De Rossi. Il nuovo presbiterio completo di gradinata fu costruito tra il 1642 e il 1644. In questo modo la viabilità cittadina non subì variazioni.
La chiesa nei primi anni del Novecento subì lavori di ampliamento su progetto di Elia Fornoni che non riuscirono a soddisfare però il giusto equilibrio architettonico. Fu realizzata la nuova facciata anticipata da un pronao che inglobò l'antico seicentesco portale marmoreo. Mentre nel 1940 su progetto di Giovanni Barboglio, furono distrutti parti di antichi luoghi, per creare una simmetria interna. Furono distrutte l'antica sacrestia e la sede della confraternita del Santissimo Sacramento, nonché il presbiterio dell'antica chiesa di San Luigi Gonzaga che divenne un magazzino. Si dovette distruggere anche la grande sala della confraternita della Santissima Trinità che era stata edificata nel 1602. Di questa parte dell'antica chiesa si sono conservata solo una campata con relativo coro ligneo, opera settecentesca.

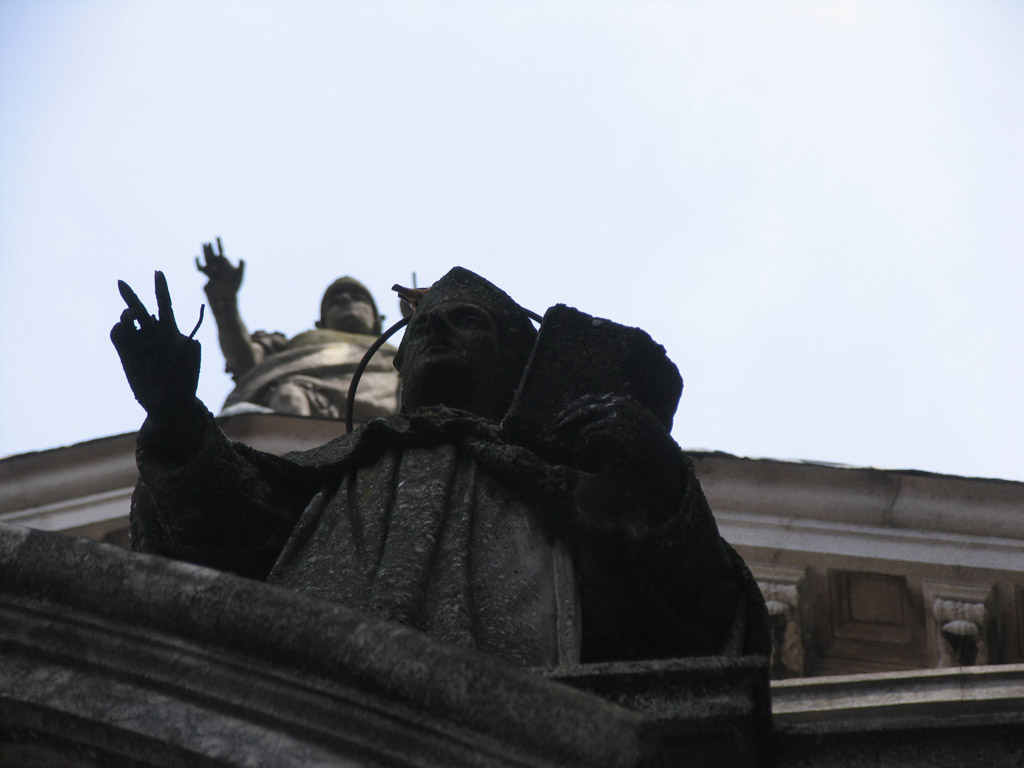
Frontone con la statua di san Defendente titolare della basilica

## Descrizione

### Esterno
L'esterno della chiesa dal classico orientamento liturgico, si affaccia sulla piazza Grande ed è inserito nel grande complesso ecclesiastico cittadino che comprende la chiesa parrocchiale e quella dedicata alla Madonna di Lourdes. Le tre chiese sono collegate da corridoi, sacrestie e sale per le confraternite, si può accedere da una chiesa all'altra direttamente dall'interno. La chiesa risulta essere visibile solo per il lato a est corrispondente al coro, e a ovest che è l'ingresso principale, quindi priva di una ben definita conformazione esterna.

### Interno
L'interno si presenta a croce greca non completa con copertura a volta a botte assente di tiranti, ma completa di contrafforti che la legano agli edifici adiacenti. Si sviluppa su una navata principale e una di minori dimensioni sul lato sinistro, che era stata ottenuta con lo sfondamento delle cappelle e sacrestie che si trovavano a sinistra. La navata non è corrispondente sul lato destro.
Le cappelle conservano opere di pregio.
La prima cappella a sinistra conserva il Trittico del crocifisso inserito in una ancora lignea completa di paraste e timpano curvo spezzato, opera di Aurelio Gatti figlio del più famoso Bernardino Gatti ma che trovò a Romano una buona committenza tanto che si fermò per ben quindici anni. La pala era stata commissionata dalla famiglia Suardi, e i quattro fratelli si fecero ritrarre nel dipinto.
La terza cappella a sinistra ospita il dipinto della Trinità di Enea Salmeggia, commissionato dalla confraternita del Santissima Sacramento.
La prima cappella dedicata a san Carlo Borromeo, con la tela raffigurante san Carlo insegna ai fanciulli e le pareti le tele raffiguranti san Giuseppe, santa Caterina, san Pietro e san Paolo apostolo, opere d'ignoto mentre nella lunetta il pregevole dipinto Disputa di Gesù, opera di Andrea Pozzo.
Il secondo altare detto del presepio conserva opere di autore ignoto con l'altare completo di ancora con colonne e timpano semicircolare spezzato coronato da due putti alati e una cimasa dove è posto un cartiglio.
Il terzo altare a destra dedicato alla Madonna del Rosario costruito nel 1577 per volontà della confraternita del Santo Rosario. Ospita piccoli dipinti raffiguranti i misteri del rosario opera settecentesca di autore ignoto, e alcuni di Angelo Gatti.
La chiesa conserva opere di Francesco Capella: Immacolata concezione,  Fuga in Egitto, Adorazione dei Magi, Nascita della Madonna.
La zona del presbiterio ospita la pala d'altare: Apparizione di san Defendente di Aurelio Gatti,  posta in una ancona eseguita dal medesimo artista poi sostituita, la tela fu completata da altri due pitture poste ai lati del presbiterio con episodi della vita del santo di Pietro Anderloni. La tela presenta una buona ricostruzione di quella che era la località nel Cinquecento, mostrando sia la parrocchia che la Rocca, e i tre campanili originali della chiesa, ognuno di questi dedicato alla confraternita presente nella chiesa.